# DE Гончих Псов
DE Гончих Псов (лат. DE Canum Venaticorum) — двойная звезда в созвездии Гончих Псов на расстоянии около 99 световых лет (около 30,3 парсек) от Солнца.
Пара первого и второго компонентов — двойная затменная переменная звезда (E). Визуальная звёздная величина звезды — от +13,06m до +12,85m. Орбитальный период — около 0,3641 суток (8,7394 часа).
Открыта Расселом М. Роббом и Робертом Греймелом в 1997 году.
Вокруг звезды обращается, как минимум, одна планета.

## Характеристики
Первый компонент — красный карлик спектрального класса M3V. Масса — около 0,44 солнечной, радиус — около 0,43 солнечного. Эффективная температура — около 3485 K.
Второй компонент — белый карлик спектрального класса DA. Эффективная температура — около 8000 K.

## Планетная система
В 2018 году группой астрономов было объявлено об открытии планеты DE CVn b.